# Incisure préoccipitale de Meynert
L'incisure préoccipitale de Meynert (incisura praeoccipitalis) est un sillon de la face externe du lobe occipital du cortex. Il sert à définir la limite antérieure et inférieure du lobe occipital avec le lobe temporal. Il apparaît sous la forme d'une petite encoche à la partie postérieure du lobe temporal inférieur.
|                                 | | Preoccipital notch animation small.gif |
| Vue latérale externe du cerveau | Face postérieure; sillons du lobe occipital O1 : gyrus occipital sup., O2 gyrus occip. moyen, O3 gyrus occip. inf. | Incisure préoccipitale (en rouge)      |